# Níthavri
Níthavri, en grec moderne : Νίθαυρη, est un village du dème d'Amári, dans le district régional de Réthymnon de la Crète, en Grèce. Selon le recensement de 2011, la population de Níthavri compte 405 habitants.
Le village est situé à une distance de 53 km de Réthymnon et à une altitude de 500 mètres.

## Recensements de la population
| Recensements | 1900 | 1920 | 1928 | 1940 | 1951 | 1961 | 1971 | 1981 | 1991 | 2001 | 2011 |
| ------------ | ---- | ---- | ---- | ---- | ---- | ---- | ---- | ---- | ---- | ---- | ---- |
| Population   | 178  | 195  | 207  | 183  | 199  | 163  | 89   | 93   | 96   | 61   |      |

## Source de la traduction
- (el) Cet article est partiellement ou en totalité issu de l’article de Wikipédia en grec moderne intitulé « Νίθαυρη Ρεθύμνης » (voir la liste des auteurs).